# Wolfgang Schöniger
Wolfgang Schöniger (* 4. August 1920 in Karlsbad, Tschechoslowakei; † 24. Februar 1971) war ein österreichischer Analytiker und Mikrochemiker. Benannt ist nach ihm das Verfahren des Schöniger-Aufschlusses zur Analyse von Halogenen.

## Leben
Nach dem Schulbesuch in Karlsbad studierte er an der Karls-Universität Prag Chemie. Im Jahr 1949 wurde ihm die österreichische Staatsbürgerschaft verliehen. Im Juli 1950 wurde er mit dem Fritz-Feigl-Preis der österreichischen Gesellschaft für Mikrochemie ausgezeichnet. Seit 1953 war Schöniger der Leiter des mikroanalytischen Laboratoriums der pharmazeutisch-chemischen Abteilung der Firma Sandoz AG in Basel (Schweiz) und ab 1959 Prokurist dieses Unternehmens.
Im Februar 1971 starb Schöniger durch einen Unfall.
Schöniger veröffentlichte zwischen 1948 und 1971 23 Publikationen in einschlägigen Zeitschriften.